# Koma tu Jalu
Koma tu Jalu (gr. Κώμα του Γιαλού, tur. Kumyalı) – wieś na Cyprze, w dystrykcie Famagusta. De facto znajduje się pod kontrolą Tureckiej Republiki Cypru Północnego.